# La Banda dello Zecchino
La Banda dello Zecchino, precedentemente intitolato Il Sabato dello Zecchino e successivamente Ma che domenica!, è stato un programma televisivo italiano di genere contenitore per ragazzi, legato all'Antoniano di Bologna e allo Zecchino d'Oro, in onda su Rai 1 dal 3 dicembre 1983 al 15 settembre 2002.

## Il Sabato dello Zecchino(1983-1991)

### Prima edizione
Il programma, in onda dall'Antoniano di Bologna debuttò su Rai 1 sabato 3 dicembre 1983 con la conduzione di Gianfranco Scancarello e Nicoletta Orsomando. Del cast facevano parte anche Renato Rascel e i giovani attori Vito, Mario Scaletta e Jack La Cayenne. La mascotte della trasmissione era Jo-Hi-O, un pupazzo ideato da Marco e Gi Pagot, con le sembianze di un asinello alato. In ogni appuntamento, in onda dalle 17.05 alle 18.05 (occasionalmente, in caso di avvenimenti sportivi, anticipato alle 14.30), erano previsti rubriche, giochi, canzoni e quiz che vedevano coinvolti i ragazzi di varie scuole d'Italia. In scaletta erano inoltre presenti dei momenti talk con i genitori, cartoni animati e documentari sul mondo animale. I servizi esterni e l'ufficio stampa erano a cura di  Gina Basso (PDF). e la sua collaboratrice  Laura Simeoni. (per altro impegnate anche nello Zecchino d'Oro), mentre la regia era affidata a Ezio Pecora.

### Seconda edizione
Visto il buon consenso di pubblico e critica il programma venne rinnovato per una seconda edizione, in onda a partire dal 29 settembre 1984, con la conduzione del riconfermato Scancarello e di Alessandra Canale. I testi del programma erano di Marco Di Tillo e Guerrino Gentilini. Nel cast era presente anche un giovane Piero Chiambretti, impegnato in alcune scenette nel ruolo di Cartella. I servizi esterni erano ancora a cura di Gina Basso e Laura Simeoni, mentre la regia era affidata a Fausto Dall'Olio. Ogni puntata aveva per protagoniste due classi elementari impegnate a sfidarsi in vari giochi di intuito, abilità e destrezza (Sherlock Holmes, Albero della cuccagna, etc). In palio per la scuola vincitrice un videoregistratore. All'interno della trasmissione era inoltre presente a rubrica Un libro per voi, nella quale una classe elementare veniva mandata all'interno di una grossa libreria ed invitata a scegliere un libro da leggere e proporre al pubblico di bambini a casa. Non mancavano momenti di spettacolo con recite, parodie, esibizioni di artisti circensi e l'esecuzione delle più celebri canzoni de Lo Zecchino d'Oro da parte de La Banda del Sabato. Oltre all'appuntamento del sabato, nella stagione 1984/1985 vennero realizzati alcuni speciali.
- Buon Natale Bambino Gesù in onda su Rai1 alle 22.50 la sera del 24 dicembre 1984.
- Un asinello carico di... in onda su Rai1 il pomeriggio del 1º gennaio 1985.
- Benvenuta, Primavera, in onda su Rai1 il pomeriggio del 21 marzo 1985.
- Speciale Il Sabato dello Zecchino, in onda su Rai1 il 6 aprile 1985, giorno di Pasquetta, e il 1º maggio.

### Terza edizione
La terza edizione prese il via il 5 ottobre 1985 con la conduzione del riconfermato Gianfranco Scancarello. I testi del programma erano sempre di Marco Di Tillo e Guerrino Gentilini. All'interno del programma, oltre ai consueti giochi tra classi, aumenta lo spazio dedicato all'approfondimento di tematiche legate al mondo dei bambini. In ogni puntata viene inoltre sceneggiata una fiaba. I servizi esterni sono curati per il terzo anno da Gina Basso, mentre la regia è affidata a Mario Caiano. La sigla del programma, intitolata Castello incantato, era firmata Renzo Martinelli. Anche in questa stagione vengono realizzati numerosi appuntamenti speciali:
- Speciale Natale - Il Sabato dello Zecchino, in onda su Rai1 in seconda serata la sera del 24 dicembre 1985.
- Viva la Befana, in onda su Rai1 al pomeriggio il 6 gennaio 1986.
- Viva Carnevale, in onda su Rai1 al pomeriggio l'8 e il 10 febbraio 1986 (martedì e giovedì grasso).
- Speciale Sabato dello Zecchino, in onda al pomeriggio su Rai1 dal 24 al 27 marzo 1986 in occasione dell'arrivo della primavera e della Pasqua.
- Speciale Sabato dello Zecchino, in onda al pomeriggio su Rai1 dal 26 al 30 maggio 1986, in occasione delle finali del concorso Trofeo del Sole.

Per tutta l'estate del 1986 viene inoltre mandato in onda al sabato pomeriggio, con il titol Speciale Il Sabato dello Zecchino, il meglio delle prime tre edizioni del programma.

### Quarta edizione
La quarta edizione del programma prende il via sabato 4 ottobre 1986 con una formula invariata e la riconfermata presenza di Gianfranco Scancarello nel duplice ruolo di autore, insieme a Marco Di Tillo e Guerrino Gentilini, e anche di conduttore. Tra i giochi più apprezzati c'è quello dell'Astronave, che permette ai bambini in studio di effettuare dei viaggi nel tempo ed incontrare personaggi del passato come Pitagora, Verne, la Sfinge e il Capitano Nemo. La regia è affidata per il secondo anno a Mario Caiano. In collaborazione con il Ministero dell'ambiente viene promossa una campagna in rispetto della natura e contro l'inquinamento. Anche in questa stagione non mancano gli appuntamenti speciali:
- Evviva la Befana!, in onda su Rai1 al pomeriggio il 6 gennaio 1987.
- GranCarnevale, in onda al pomeriggio su Rai1 il 28 febbraio 1987.
- Speciale Il Sabato dello Zecchino, in onda al pomeriggio su Rai1 il 16 aprile 1987 in occasione della Pasqua.
- Concerto di Primavera, in onda al mattino su Rai1 il 19 aprile.

Da sabato 20 giugno 1987 va in onda una speciale edizione estiva dal titolo Il Sabato dello Zecchino Estate, composta di 13 appuntamenti settimanali dedicati ad altrettanti personaggi dei cartoni animati. La conduzione è affidata a Gianfranco Scancarello con la partecipazione dei comici Massimo Cattaruzza e Maurizio Cardillo. La regia è di Alberto Balzarini.

### Quinta edizione
La quinta edizione prende il via sabato 3 ottobre 1987 con numerose novità. Alla conduzione arriva l'attrice Ave Ninchi, presente in studio con il suo cane di nome Matematico. Al suo fianco il conduttore Michele Di Mauro, sostituito dal mese di gennaio da Gianfranco Agus, ed i comici Massimo Cattaruzza e Maurizio Cardillo. Fa il suo ingresso nel cast del programma Topo Gigio, protagonista di numerosi siparietti e di parodie legate alle più note fiabe. Viene realizzato il concorso Caccia al primato, nel quale i bambini delle scuole elementari si sfidano divisi in categorie legate alle proprie attitudini e passioni. La regia è di Tonino Nieddu e gli autori Guerrino Gentilini e Marco Di Tillo che, a metà anno, lascia per andare a girare il suo primo film da regista, prodotto dalla Rai e scritto insieme a Piero Chiambretti, Operazione Pappagallo, un giallo per bambini. Gli speciali di questa edizione sono:
- L'Attesa, speciale andato in onda in seconda serata su Rai1 il 24 dicembre 1987 in occasione del Natale.
- Speciale Vacanze, in onda il pomeriggio dal 26 al 31 dicembre 1987 su Rai1 in occasione delle feste di Natale.

Il 1º gennaio 1988, in occasione del Capodanno, e il 6 gennaio 1988, in occasione dell'Epifania, e il 10 febbraio 1988, per il Carnevale, vengono realizzati al pomeriggio dei collegamenti speciali con la trasmissione per ragazzi di Rai1 Big!. Il programma si conclude sabato 21 maggio 1988. Da sabato 16 luglio vanno in onda, sempre al pomeriggio su Rai1 e con la conduzione di Gianfranco Agus e Topo Gigio, 5 puntate speciali dedicate all'estate, seguite da sabato 3 settembre da un ciclo di 8 puntate dedicate all'autunno e al ritorno dalle vacanze.

### Sesta edizione
Sabato 1º ottobre 1988 prende il via la sesta edizione, condotta dai riconfermati Ave Ninchi e Gianfranco Agus, affiancati da Didi Leoni. Le puntate, dirette ancora una volta da Tonino Nieddu, assumono carattere monografico e vengono dedicate a tematiche come la musica, la danza e lo sport. Successivamente viene adottata la storica formula di contenitore per ragazzi, nel quale trova spazio una nuova edizione di Caccia al primato. Confermata la presenza di Topo Gigio.
- L'Attesa, speciale andato in onda in seconda serata su Rai1 il 24 dicembre 1988 in occasione del Natale.
- Speciale Carnevale, appuntamento andato in onda al pomeriggio su Rai1 il 10 febbraio 1989.
- Speciale Sabato dello Zecchino, in onda al pomeriggio su Rai1 dal 26 al 30 maggio 1989, in occasione delle finali del concorso Caccia al primato.

Da sabato 17 giugno 1989 Gianfranco Agus e Didi Leoni conducono, sempre al pomeriggio su Rai1, la versione estiva dal titolo Speciale Estate. Da sabato 7 ottobre 1989, sempre al pomeriggio su Rai1 va in onda Caro Zecchino... Speciale Il Sabato dello Zecchino, un ciclo di 7 puntate condotte da Cino Tortorella nelle quali si ripercorre la storia de Lo Zecchino d'Oro. Sabato 25 novembre 1989, nella medesima collocazione oraria, va in onda Il Sabato dello Zecchino Special, un appuntamento dedicato all'edizione de Lo Zecchino d'Oro appena conclusa.

### Settima edizione
Sabato 30 settembre 1989 prende il via la settima stagione del programma. Alla conduzione i riconfermati Ave Ninchi e Gianfranco Agus, affiancati da Lisa Russo e Guido Cavalleri. Il 23 febbraio 1990, in occasione del Carnevale, il 10, 11 e 16 aprile 1990, in occasione della Pasqua, e dal 7 all'11 maggio 1990, in occasione delle finali del concorso Caccia al primato, vengono realizzati al pomeriggio dei collegamenti speciali con la trasmissione per ragazzi di Rai1 Big!. Sabato 23 giugno va in onda una puntata speciale dal titolo Il Sabato dello Zecchino - Concerti all'Est, dedicata alla tournée in Polonia e Bulgaria del Piccolo Coro dell'Antoniano. La trasmissione prosegue per tutta l'estate con una speciale versione estiva condotta da Agus, Russo e Cavalleri. Da sabato 22 settembre 1990 al 5 gennaio 1991 va in onda una serie di appuntamenti intitolati Speciale Autunno - Il Sabato dello Zecchino.

### Ottava edizione
Dal 12 gennaio 1991 prende il via ufficialmente l'ottava ed ultima stagione del programma. Alla conduzione i riconfermati Ave Ninchi e Gianfranco Agus, affiancati da Lisa Russo e Guido Cavalleri. Nel cast anche il duo comico Franco e Ciccio. Per tutta l'estate del 1991 viene realizzata una speciale versione estiva. Da lunedì 23 a venerdì 27 settembre 1991 va in onda al pomeriggio su Rai1 Il Sabato dello Zecchino - Speciale Scuola.

## La Banda dello Zecchino(1991-2001)

Marco Di Buono e Alessandra Bellini conducono il programma

Fra i conduttori vi erano Giovanni Muciaccia, Lisa Russo, Arianna Ciampoli, Ettore Bassi, Annalisa Mandolini, Marco Di Buono, Enrico Papi, Alessandra Bellini. Ospite fisso della trasmissione era Topo Gigio. Nelle prime stagioni interagiva con i conduttori, in seguito furono trasmesse serie dove Gigio e altri due pupazzi (la sua fidanzata Rosy e l'amico-nemico Gatto Attila) rappresentavano i racconti delle favole, delle fiabe dei miti greci (la serie si chiamava appunto Miti e Leggende) e degli artisti del rinascimento (titolo S.O.S. Opera d'arte chiama). Queste ultime vedevano la collaborazione del comico bolognese Stefano Bicocchi, in arte Vito, come "spalla" di Gigio.

## Ma che Domenica!(2001-2002)
Nella stagione 2001-2002 va in onda un'edizione de La Banda dello Zecchino differente dalle precedenti poiché strutturata come una sit-com. Il programma dal titolo Ma che domenica! vedeva per protagonisti Ettore Bassi e Annalisa Mandolini. Tra gli interpreti anche Cristiano Militello e Mirella Mastronardi. Era presente uno spin off in onda al sabato dal titolo Ma che domenica? È sabato!.

## Edizioni e conduttori

### Il Sabato dello Zecchino
| Edizione | Stagione | Periodo                            | Titolo                                      | Conduzione             | Conduzione          | Conduzione          | Conduzione        | Spalle comiche     | Spalle comiche    | Spalle comiche    | Mascotte   | Regia             |
| -------- | -------- | ---------------------------------- | ------------------------------------------- | ---------------------- | ------------------- | ------------------- | ----------------- | ------------------ | ----------------- | ----------------- | ---------- | ----------------- |
| 1ª       | 1983/84  | 3 dicembre 1983 - giugno 1984      | Il Sabato dello Zecchino                    | Gianfranco Scancarello | Nicoletta Orsomando | Nicoletta Orsomando | Renato Rascel     | Vito               | Mario Scaletta    | Jack La Cayenne   | Jo-Hi-O    | Ezio Pecora       |
| 2ª       | 1984/85  | 29 settembre 1984 - giugno 1985    | Il Sabato dello Zecchino                    | Gianfranco Scancarello | Alessandra Canale   | Alessandra Canale   | Alessandra Canale | Piero Chiambretti  | Piero Chiambretti | Piero Chiambretti | -          | Fausto Dall'Olio  |
| 3ª       | 1985/86  | 5 ottobre 1985 - giugno 1986       | Il Sabato dello Zecchino                    | Gianfranco Scancarello | -                   | -                   | -                 | -                  | -                 | -                 | -          | Mario Caiano      |
| 4ª       | 1986/87  | 4 ottobre 1986 - 13 giugno 1987    | Il Sabato dello Zecchino                    | Gianfranco Scancarello | -                   | -                   | -                 | -                  | -                 | -                 | -          | Mario Caiano      |
| 4ª       | 1986/87  | 20 giugno - 12 settembre 1987      | Il Sabato dello Zecchino - Estate           | Gianfranco Scancarello | -                   | -                   | -                 | Massimo Cattaruzza | Maurizio Cardillo | Maurizio Cardillo | -          | Alberto Balzarini |
| 5ª       | 1987/88  | 3 ottobre 1987 - 2 gennaio 1988    | Il Sabato dello Zecchino                    | Ave Ninchi             | Michele Di Mauro    | Michele Di Mauro    | Michele Di Mauro  | Massimo Cattaruzza | Maurizio Cardillo | Maurizio Cardillo | Topo Gigio | Tonino Nieddu     |
| 5ª       | 1987/88  | 9 gennaio - 21 maggio 1988         | Il Sabato dello Zecchino                    | Ave Ninchi             | Gianfranco Agus     | -                   | -                 | Massimo Cattaruzza | Maurizio Cardillo | Maurizio Cardillo | Topo Gigio | Tonino Nieddu     |
| 6ª       | 1988/89  | 1º ottobre 1988 - 10 giugno 1989   | Il Sabato dello Zecchino                    | Ave Ninchi             | Gianfranco Agus     | Didi Leoni          | Didi Leoni        | -                  | -                 | -                 | Topo Gigio | Tonino Nieddu     |
| 6ª       | 1988/89  | 17 giugno - 23 settembre 1989      | Il Sabato dello Zecchino - Speciale Estate  | -                      | Gianfranco Agus     | Didi Leoni          | Didi Leoni        | -                  | -                 | -                 | Topo Gigio | Tonino Nieddu     |
| 7ª       | 1988/90  | 30 settembre 1989 - 17 giugno 1990 | Il Sabato dello Zecchino                    | Ave Ninchi             | Gianfranco Agus     | Lisa Russo          | Guido Cavalleri   | -                  | -                 | -                 | Topo Gigio | Tonino Nieddu     |
| 7ª       | 1988/90  | 30 giugno - 15 settembre 1990      | Il Sabato dello Zecchino - Speciale Estate  | -                      | Gianfranco Agus     | Lisa Russo          | Guido Cavalleri   | -                  | -                 | -                 | Topo Gigio | Tonino Nieddu     |
| 8ª       | 1990/91  | 22 settembre 1990 - 5 gennaio 1991 | Speciale Autunno - Il Sabato dello Zecchino | Ave Ninchi             | Gianfranco Agus     | Lisa Russo          | Guido Cavalleri   | -                  | -                 | -                 | Topo Gigio | Tonino Nieddu     |
| 8ª       | 1990/91  | 12 gennaio - 20 settembre 1991     | Il Sabato dello Zecchino                    | Ave Ninchi             | Gianfranco Agus     | Lisa Russo          | Guido Cavalleri   | Franco e Ciccio    | Franco e Ciccio   | Franco e Ciccio   | Topo Gigio | Tonino Nieddu     |

### La Banda dello Zecchino/Ma che domenica!
| Edizione | Stagione  | Periodo                               | Titolo                                        | Conduzione         | Conduzione         | Conduzione          | Conduzione          | Mascotte   |
| -------- | --------- | ------------------------------------- | --------------------------------------------- | ------------------ | ------------------ | ------------------- | ------------------- | ---------- |
| 1ª       | 1991/92   | 28 settembre 1991 - 12 gennaio 1992   | La Banda dello Zecchino                       | Lisa Russo         | Guido Cavalleri    | Gianfranco Agus     | Gianfranco Agus     | Topo Gigio |
| 1ª       | 1991/92   | 19 gennaio - 13 settembre 1992        | La Banda dello Zecchino                       | Lisa Russo         | Gaia Zoppi         | Enrico Papi         | Enrico Papi         | Topo Gigio |
| 2ª       | 1992/93   | 20 settembre - 27 dicembre 1992       | La Banda dello Zecchino                       | Lisa Russo         | Gaia Zoppi         | Enrico Papi         | Enrico Papi         | Topo Gigio |
| 2ª       | 1992/93   | 3 gennaio - 12 settembre 1993         | La Banda dello Zecchino                       | Lisa Russo         | Ettore Bassi       | Giorgia Passeri     | Giorgia Passeri     | Topo Gigio |
| 3ª       | 1993/94   | 26 settembre - 26 dicembre 1993       | La Banda dello Zecchino                       | Lisa Russo         | Ettore Bassi       | -                   | -                   | Topo Gigio |
| 3ª       | 1993/94   | 1º gennaio - 11 settembre 1994        | La Banda dello Zecchino                       | Arianna Ciampoli   | Stefania La Fauci  | Giovanni Muciaccia  | Giovanni Muciaccia  | Topo Gigio |
| 4ª       | 1994/95   | 18 settembre 1994 - 17 settembre 1995 | La Banda dello Zecchino                       | Arianna Ciampoli   | Stefania La Fauci  | Giovanni Muciaccia  | Giovanni Muciaccia  | Topo Gigio |
| 5ª       | 1995/96   | 24 settembre 1995 - 22 settembre 1996 | La Banda dello Zecchino                       | Alessandra Bellini | Alessandra Bellini | Marco Di Buono      | Marco Di Buono      | Topo Gigio |
| 6ª       | 1996/97   | 29 settembre 1996 - 21 settembre 1997 | La Banda dello Zecchino                       | Alessandra Bellini | Alessandra Bellini | Marco Di Buono      | Marco Di Buono      | Topo Gigio |
| 7ª       | 1997/98   | 28 settembre 1997 - 20 settembre 1998 | La Banda dello Zecchino                       | Alessandra Bellini | Alessandra Bellini | Marco Di Buono      | Marco Di Buono      | Topo Gigio |
| 8ª       | 1998/99   | 27 settembre 1998 - 19 settembre 1999 | La Banda dello Zecchino                       | Alessandra Bellini | Alessandra Bellini | Marco Di Buono      | Marco Di Buono      | Topo Gigio |
| 9ª       | 1999/2000 | 26 settembre 1999 - 17 settembre 2000 | La Banda dello Zecchino                       | Ettore Bassi       | Annalisa Mandolini | -                   | -                   | Topo Gigio |
| 10ª      | 2000/01   | 24 settembre 2000 - 16 settembre 2001 | La Banda dello Zecchino                       | Ettore Bassi       | Annalisa Mandolini | -                   | -                   | Topo Gigio |
| 11ª      | 2001/02   | 23 settembre 2001 - settembre 2002    | Ma che Domenica! / Ma che domenica? È sabato! | Ettore Bassi       | Annalisa Mandolini | Cristiano Militello | Mirella Mastronardi | -          |